# Aloe jacksonii

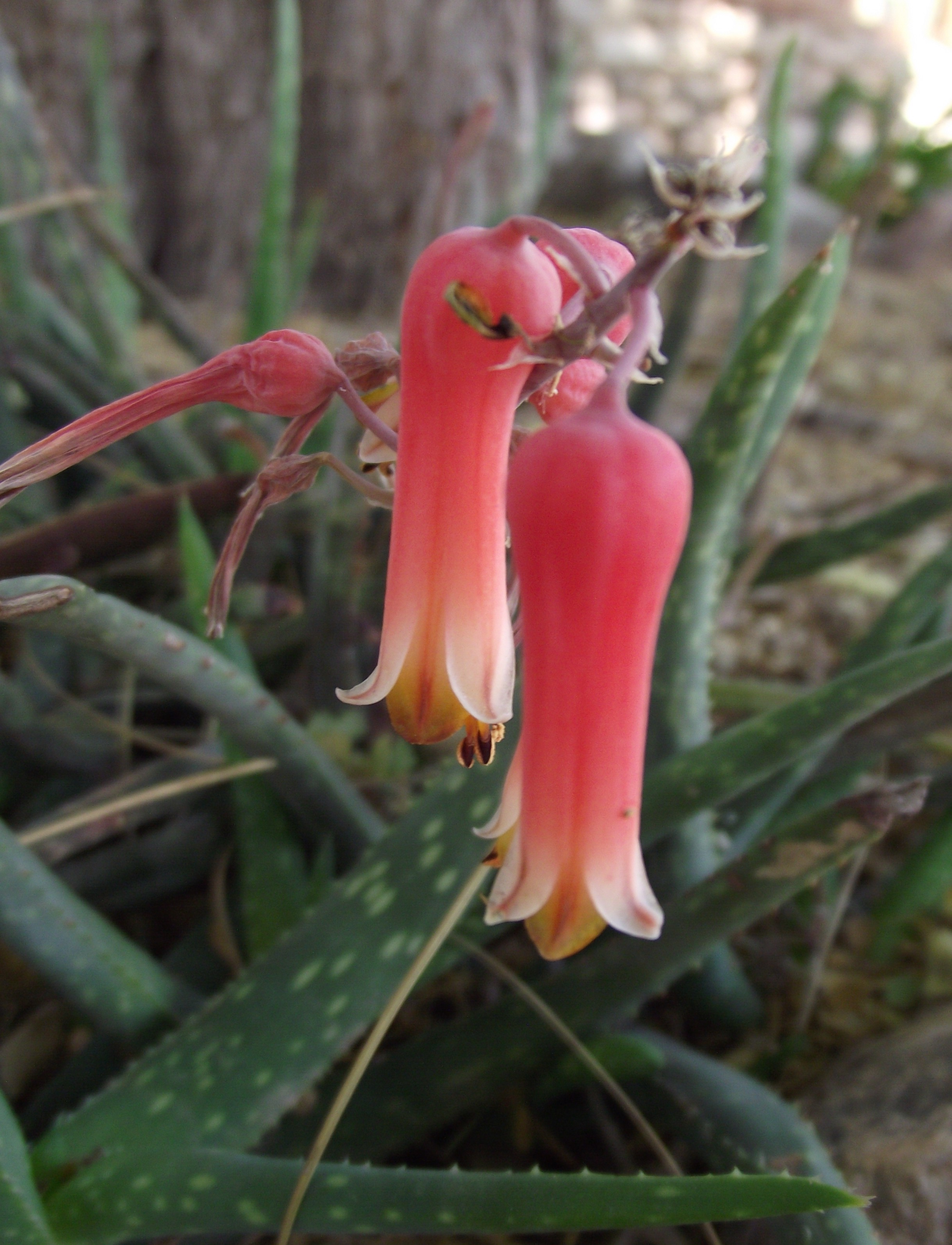
Blüten

Aloe jacksonii ist eine Pflanzenart der Gattung der Aloen in der Unterfamilie der Affodillgewächse (Asphodeloideae). Das Artepitheton jacksonii ehrt T. H. E. Jackson, Acting Civil Affairs Officer in Äthiopien, der die Typusart sammelte.

## Beschreibung

### Vegetative Merkmale
Aloe jacksonii wächst stammbildend, sprosst und bildet Gruppen von bis zu 50 Zentimetern Durchmesser. Ihre aufrechten oder ausgebreiteten Triebe sind 20 Zentimeter lang und 0,8 bis 1 Zentimeter breit. Die fünf bis sieben pfriemlich verschmälerten Laubblätter bilden lockere Rosetten. Ihre Blattspreite ist 10 bis 15 Zentimeter lang und 1 bis 1,4 Zentimeter breit. Auf der trübgrünen Blattoberseite befinden sich zur Basis hin mehrere zerstreute, trüb hellgrüne, linsenförmige Flecken. Die gräulich grünen Blattunterseite ist mit vielen trüb hellgrünen, linsenförmigen Flecken besetzt. Die Flecken sind dort zerstreut oder gelegentlich in unterbrochenen Querbändern angeordnet. Die Blattoberfläche ist sehr leicht rau. Die festen weißen, rötlich gespitzten Zähne am Blattrand sind 1 Millimeter lang und stehen 3 bis 6 Millimeter voneinander entfernt. Der Blattsaft ist trocken gelb.

### Blütenstände und Blüten
Der einfache Blütenstand ist 30 Zentimeter lang. Die lockeren, zylindrischen Trauben sind 6 bis 80 Zentimeter lang. Sie bestehen aus etwa 16 bis 20 Blüten. Die eiförmigen spitz zulaufenden Brakteen weisen eine Länge von 4 Millimeter auf und sind 2,5 Millimeter breit. Die leuchtend scharlachroten Blüten sind zu ihrer Mündung hin heller, bis fast weiß. Sie stehen an 5 bis 7 Millimeter langen Blütenstielen. Die Blüten sind 27 Millimeter lang und an ihrer Basis gestutzt. Auf Höhe des Fruchtknotens weisen sie einen Durchmesser von 8 bis 9 Millimeter auf. Darüber sind sie zu ihrer Mündung hin leicht verengt. Ihre äußeren Perigonblätter sind auf einer Länge von 6 bis 7 Millimetern miteinander verwachsen. Die Staubblätter und der Griffel ragen 2 bis 3 Millimeter aus der Blüte heraus.

### Genetik
Die Chromosomenzahl beträgt {\displaystyle 2n=28}.

## Systematik und Verbreitung
Aloe jacksonii ist in äthiopischen Provinz Hararghe verbreitet. Die Art ist nur vom Typusfundort bekannt.
Die Erstbeschreibung durch Gilbert Westacott Reynolds wurde 1955 veröffentlicht.

## Nachweise